# کار نیکو
کار نیکو (فرانسوی: Beau Travail‎) یک فیلم فرانسوی درام به کارگردانی کلر دنی محصول سال ۱۹۹۹ است که بر پایهٔ رمان بیلی باد اثر هرمان ملویل ساخته شد. از بازیگران آن می‌توان به دونی لوان، میشل سوبور و نیکولا دوووشل اشاره کرد.
کار نیکو در لیست بهترین فیلم‌های تاریخ سینمای سایت اند ساوند در سال ۲۰۲۲ به انتخاب منتقدان در رده هفتم و در لیست کارگردان‌ها در رده چهاردهم قرار گرفت.

## داستان
در میان آب‌های نیلگون و مناظر صحرای آفتاب‌زده جیبوتی، یک گروهبان لژیون خارجی فرانسوی (دنی لوان) با علاقه و حسادتش به یک سریار تازه‌وارد خوش آتیه (گرگوار کالین) بذر ویرانی خود را می‌کارد.